# Херцогство Торино
Херцогство Торино (на италиански: Ducato di Torino) е едно от лангобардските херцогства в Италия. Информацията за вътрешните му дела е оскъдна; дори датата на основаването му е несигурна, въпреки че вероятно датира след лангобардската окупация на Торино през 569 г. Италианският историк от 19 век Луиджи Чибрарио уточнява, че територията на херцогството „завършва при Киузе ди Вал ди Суза и в подножието на Момбасо“.

## История

### 6 век
Първият херцог на Торино, за когото говори историкът от 8 век Павел Дякон, е Агилулф. Той става крал на лангобардите през 591 г. благодарение на брака си през 590 г. с Теодолинда – вдовица на неговия предшественик на трона на Павия – Аутари. Като херцог Агилулф приспособява за свой дворец (Curia Ducis) сградите, съществували на днешния торински площад IV Marzo, съответстващи вероятно на древното седалище на римските магистратури. По молба на Теодолинда Св. Йоан Кръстител е провъзгласен за покровител на Торино. Навярно по онова време започва изграждането на едноименната църква в района, където се намира Катедралата на Торино и където вече се е намирал храм, посветен на торинските мъченици Солутор, Авентор и Октавий от Тиванския легион.

### 7 век
След смъртта на Агилулф през ноември 615 или през май 616 г. лангобардският престол преминава в ръцете на непълнолетния му син Адалоалд под регентството на майка му Теодолинда. Срещу нейната политика, целяща да покръсти лангобардите в католическата вяра, и срещу отказа ѝ от нови териториални разширения сред херцозите се ражда група. Тя е ръководена от новия херцог на Торино Ариоалд от рода Каупу, женен за Гундеперга – дъщеря на Теодолинда от първия ѝ брак с Аутари и полусестра на Адалоалд. Опозицията от страна на херцог Ариоалд, особено активна в нач. на 20-те год. на 7 век, намира израз в откритото въстание от 624 г. и завършва с бързото утвърждаване на бунтовника. През 626 г. той окончателно прогонва Адалоалд, обявен за умопомрачен, и се възкачва на престола.
Павел Дякон споменава впоследствие още един херцог на Торино – Гарибалд. Веднага след възкачването си на престола през 661 г. крал Годеперт го изпраща при тогавашния херцог на Беневенто Гримоалд I, за да го убеди да се намеси в негова полза срещу брат му Перктарит, с когото въз основа на завещанието на баща им Ариперт I дели трона на Лангобардското кралство. Гарибалд обаче предава крал Годеперт, увещавайки Гримоалд I да свали двамата братя и да се установи на трона. След завръщането си в Торино Гарибалд става жертва на нападение.

### 8 век
Няколко години по-късно новият херцог на Торино Рагинперт – син на крал Годеперт, се установява на лангобардския трон през 701 г. Той успява да победи законния наследник на трона Лиуперт, представител на баварската династия на Агилолфингите (какъвто е и самият той) чрез победата в битката при Новара над привържениците му Анспранд (негов регент) и Ротарит.
Рагинперт умира през 701 г. само след една година на царуване, оставяйки престола на сина си Ариперт II, който става 5-ият и последен херцог на Торино, и крал на Италия. Той управлява в мир, но е победен от краля на лангобардите Лиутпранд през 710 г.

## Лaнгобардски руини в Торино
Град Торино (Пиемонт, Северна Италия) се е характеризирал със силно лангобардско присъствие както по високите етажи на властта, така и сред представителите на обикновените хора. Разкопките за изграждане на Торинското метро през 2004 г. изваждат на бял свят лангобардски некропол близо до град Коленьо близо до Торино. Известни са и други некрополи и находки в квартал Саси и на ул. Ница в квартал Ница Милефонти.
В района около града също има лангобардски селища: налице са както археологически следи от тях (като некрополът на Белмонте), така и следи в топонимията, напр. от лангобардски език произлизат имената на хълма Суперга (или Соперга) над Торино, градчето Валперга и село Ломбардоре (от лат. Castrum Longobardorum, замък на лангобардите).

## Херцози на Торино
- Агилулф († 615 или 616)
- Ариоалд (вероятен) († 636)
- Гарибалд († 662)
- Рагинперт († 701)
- Ариперт II († 712)